# Las Horquetas (Río Chico)
Pour les articles homonymes, voir Las Horquetas.
Las Horquetas localité rurale argentine située dans le département de río Chico, dans la province de Santa Cruz. Elle est située sur la route nationale 40, près de la confluence du río Chico avec le río Belgrano,.
Au nord de la localité, se trouve la colline homonyme de 963 mètres d'altitude. Elle se trouve également à proximité de la jonction de la route nationale 40 avec les routes provinciales 37 (qui mène au Parc national Perito Moreno, à l'ouest) et 35, (qui va à Tucu Tucu).